# Gipsy Trio
Albums de Biréli Lagrène
Electric Side
(2008) Mouvements
(2012)
Gipsy Trio est un album du guitariste de jazz Biréli Lagrène sorti en 2009.

## Description
Comme le titre l’indique, Lagrène décide de réduire son groupe habituel à un trio deux guitares-basse avec ses collaborateurs fidèles Hono Winterstein et Diego Imbert. En l’absence d’autres solistes (mis à part la contrebasse à l’occasion) l’album fait donc la part belle aux chorus de Lagrène. 
Le disque est surtout composé de standards réinterprétés mais aussi des surprises comme  Something ou Be My Love où le ténor Roberto Alagna se joint au trio. Il y a également des compositions de Lagrène comme Made In France ou Sir F.D, un hommage à Francis Dreyfus,,.

## Titres
| No  | Titre                           | Musique                                                                                    | Durée |
| --- | ------------------------------- | ------------------------------------------------------------------------------------------ | ----- |
| 1.  | Lullaby of Birdland             | George Shearing, George Weiss                                                              | 2:57  |
| 2.  | New York City                   | Eddie Barclay                                                                              | 2:32  |
| 3.  | Le Soir                         | Géo Koger, Loulou Gasté                                                                    | 4:10  |
| 4.  | Limehouse Blues                 | Douglas Furber, Philip Braham                                                              | 3:44  |
| 5.  | Poinciana                       | Buddy Bernier, Nat Simon                                                                   | 3:05  |
| 6.  | Schön Rosemarin / Night and Day | Fritz Kreisler/Cole Porter                                                                 | 4:19  |
| 7.  | Sir F.D                         | Biréli Lagrène                                                                             | 2:11  |
| 8.  | Something                       | George Harrison                                                                            | 4:54  |
| 9.  | Made In France                  | Biréli Lagrène                                                                             | 2:19  |
| 10. | Singin' In The Rain             | Arthur Freed, Nacio Herb Brown                                                             | 3:26  |
| 11. | Tiger Rag                       | Harry De Costa, Edwin Edwards, Anthony Sbarbaro, James La Rocca, W.H. Ragas, Larry Shields | 2:47  |
| 12. | Change Partners                 | Irving Berlin                                                                              | 4:47  |
| 13. | Micro                           | Django Reinhardt                                                                           | 2:10  |
| 14. | Be My Love                      | Sammy Cahn, Nikolaus Brodszky                                                              | 3:24  |

## Musiciens
- Biréli Lagrène – Guitare
- Hono Winterstein – Guitare rythmique
- Diego Imbert – Contrebasse
- Roberto Alagna – Chant sur Be My Love